# Adrijanski potok
Adrijánski potok je desni pritok Velike Krke na Goričkem v Prekmurju. Izvira v plitvi gozdnati grapi nad vasjo Neradnovci tik ob slovensko–madžarski meji in teče večinoma proti jugovzhodu skozi vasi Neradnovci, Lucova in Adrijanci ter se malo pred Šalovci izliva v Veliko Krko. V zgornjem toku se iz stranskih grap steka vanj več manjših potočkov, pri Lucovi se mu z desne pridruži največji pritok Merak. Na državni topografski karti v merilu 1 : 25.000 in na Geopediji je za zgornji del potoka zapisano ime Mala Krka, a ga ni zaželeno uporabljati zaradi zamenjave z Malo Krko.
Že nad Neradnovci je na obeh straneh potoka ozko in mokrotno dolinsko dno, ki je od sotočja z Merakom navzdol široko od 200 do 300 m, na njem pa so po melioracijah večinoma njive in travniki. Potok rahlo vijuga sem in tja po naplavni ravnici med pasom gostega grmovja in drevja na obeh bregovih, njegova struga pa je ostala skoraj v celoti v naravnem stanju. V njej so različni vodni habitati, ugodni za preživetje vodnih bitij, od rib in dvoživk do potočnih rakov in drugih nevretenčarjev.
Nad vasjo Neradnovci je nekoč deloval manjši Lenarčičev mlin na vodni pogon, ki so ga leta 1960 obnovili, leta 2000 pa so dodali še manjše jezerce in iz njega naredili prijetno izletniško točko. Mlin je tudi zavarovan kot tehniško-etnološki spomenik lokalnega pomena.